# Полярність (фізика)
У фізиці полярність  — подвійний атрибут з двома протилежними значеннями, які визначаються певним вектором.
- акумулятор має полярність з двома виводами «+» (плюс) та «-» (мінус);
- Магніт має полярність, кожен з полюсів якого позначається як «N» (північ) та «S» (південь);